# Santa Comba (Seia)
Santa Comba é uma povoação portuguesa sede da Freguesia de Santa Comba do Município de Seia, freguesia com 11,72 km² de área e 725 habitantes (censo de 2021), tendo, por isso, uma densidade populacional de 61,9 hab./km².
A freguesia é composta ainda pelas localidades de Vila Chã e Aldeia de São Miguel.

## Demografia
A população registada nos censos foi:
| Distribuição da População por Grupos Etários | Distribuição da População por Grupos Etários | Distribuição da População por Grupos Etários | Distribuição da População por Grupos Etários | Distribuição da População por Grupos Etários |
| -------------------------------------------- | -------------------------------------------- | -------------------------------------------- | -------------------------------------------- | -------------------------------------------- |
| Ano                                          | 0-14 Anos                                    | 15-24 Anos                                   | 25-64 Anos                                   | > 65 Anos                                    |
| 2001                                         | 109                                          | 116                                          | 390                                          | 126                                          |
| 2011                                         | 104                                          | 95                                           | 423                                          | 212                                          |
| 2021                                         | 63                                           | 59                                           | 358                                          | 245                                          |

## História
A devoção a Santa Comba é das mais antigas do país e parece estar na origem do povoamento desta aldeia que data do século XIII. Foi sede de Companhia de Milícias até 1834 comandada por um capitão de milícias, ajudado pelo sargento de milícias. Em Santa Comba poderá visitar: o Solar da Quinta da Bica, construído em meados do século XVI e XVII, várias capelas e a Igreja Matriz de Santa Comba.

## Património
- Casa da Bica
- Casa das Seis Marias
- Capela de São Silvestre

## Equipamentos
- Jardim de Infância de Santa Comba

## Feiras, festas e romarias
- Feira de S. Silvestre (31 de dezembro)
- Nossa Senhora de Fátima (13 de maio)
- São Miguel (segundo fim-de-semana de setembro)
- Festa da Sardinha (terceiro fim-de-semana de setembro)
- Anjo da Guarda (terceiro Domingo de outubro)
- Santa Combinha (penultimo ou último de julho)

## Gastronomia
- Cabrito assado
- Feijoada à beirã
- Bacalhau com grão